# کرایسلر ویندزور

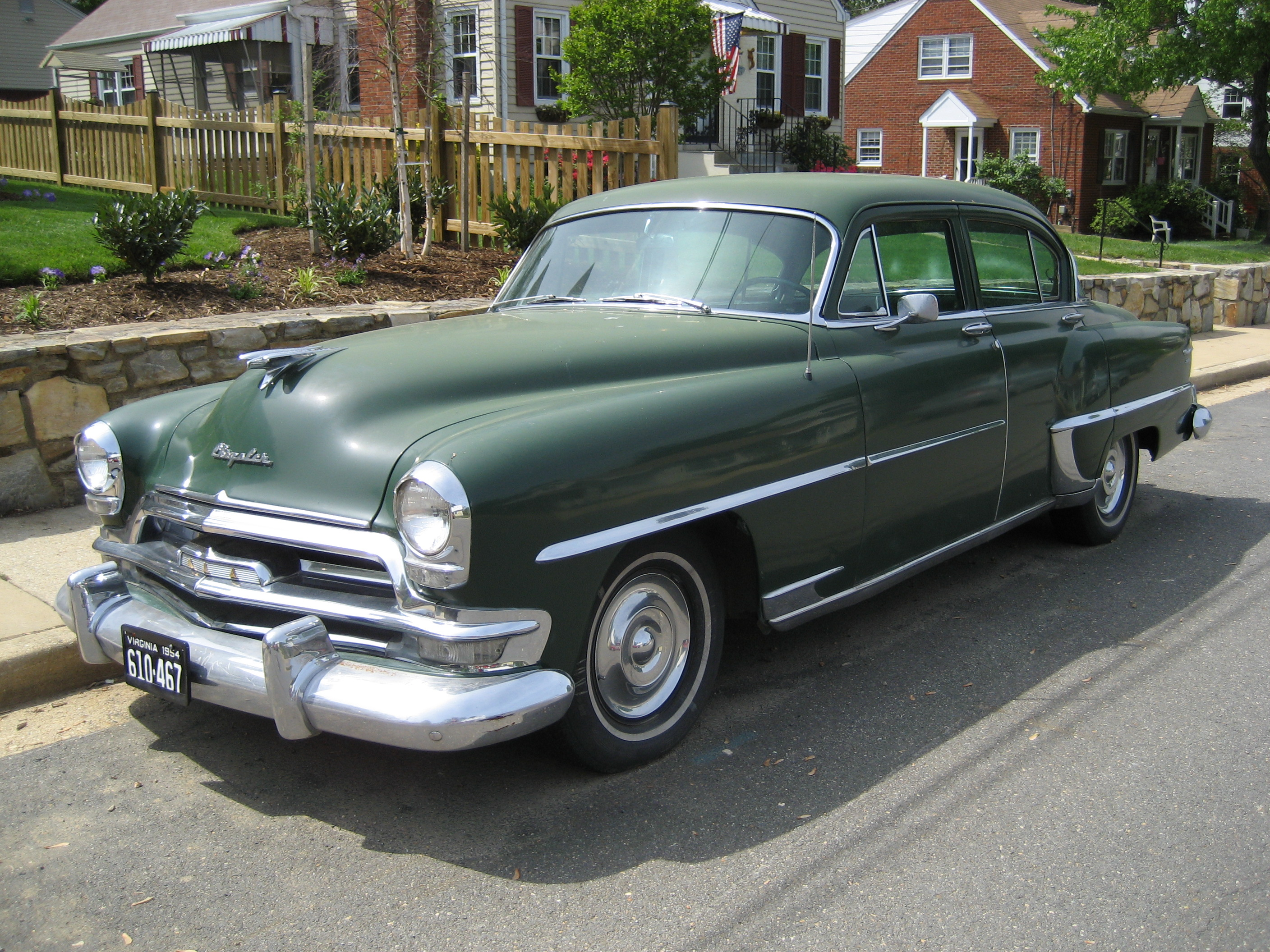

کرایسلر ویندزور (Chrysler Windsor) نام یک اتومبیل ساخت شرکت کرایسلر است که در سال‌های ۱۹۳۹ تا ۱۹۶۱ و ۱۹۶۱-۱۹۶۶ (فقط در کانادا) در ویندزور کشور کانادا تولید شده‌است.
این خودرو در کلاس خودرو سایز بزرگ قرار گرفته، طراحی آن خودروهای موتور جلو-محور عقب بوده است.

## نگارخانه

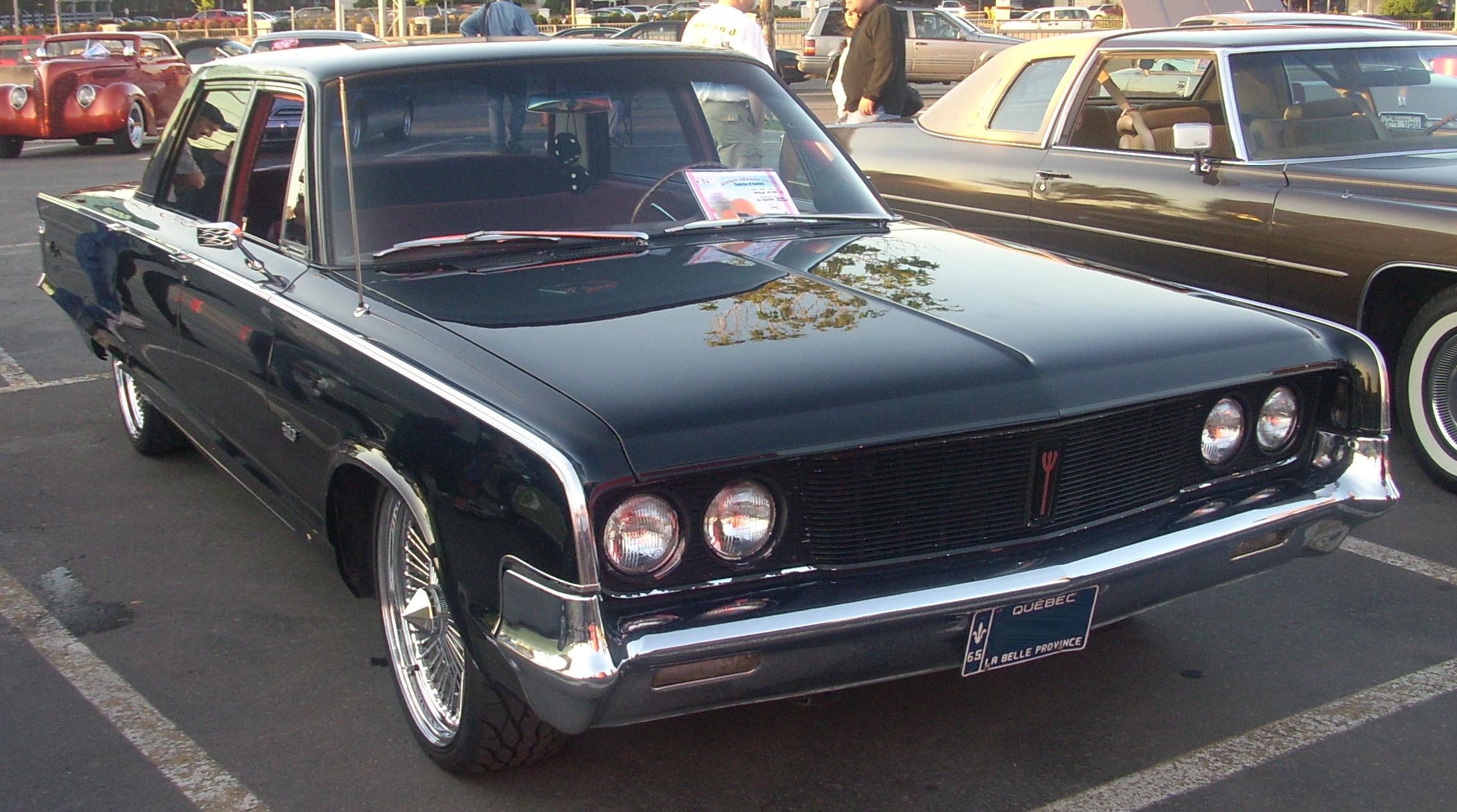
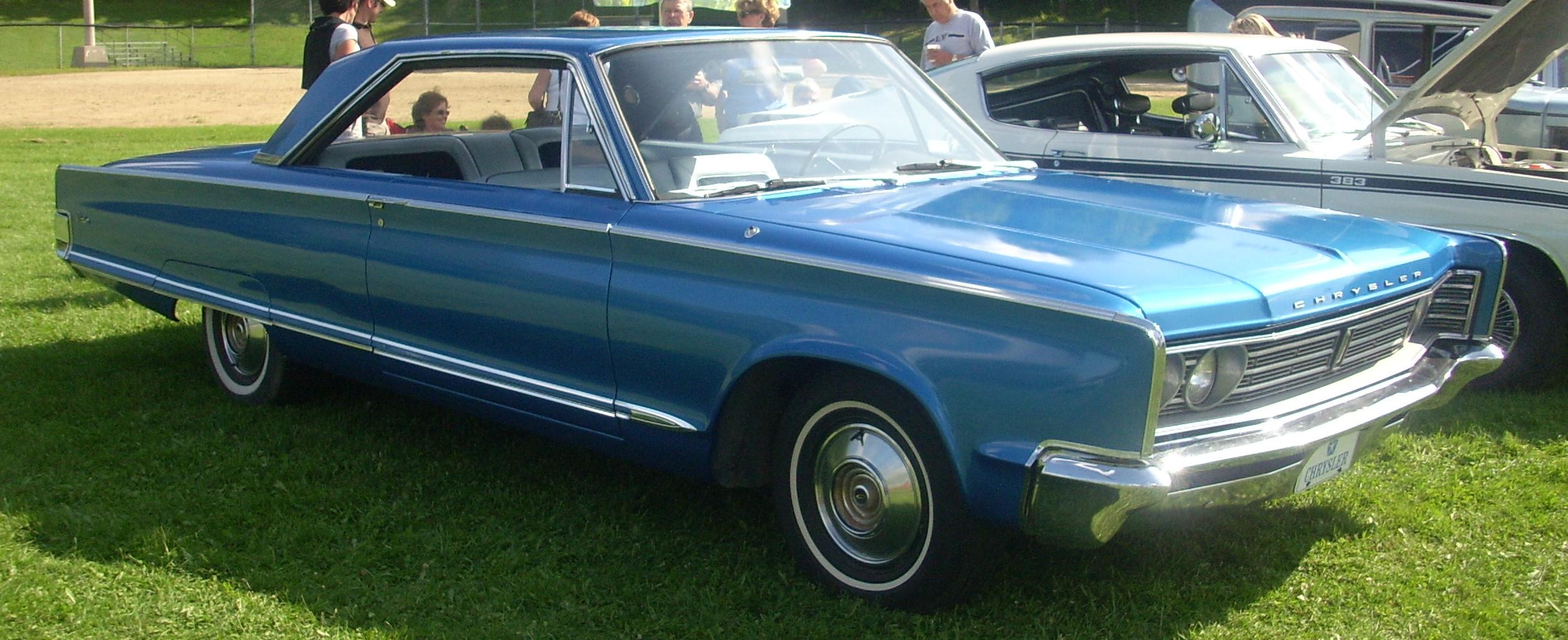